# Кім Дон Джин (футболіст, 1982)
Кім Дон Джин (кор. 김동진; нар. 29 січня 1982, Тондучхон) — південнокорейський футболіст, захисник клубу «Кітчі».
У минулому виступав за національну збірну Південної Кореї.

## Клубна кар'єра
У дорослому футболі дебютував 2000 року виступами за команду клубу «Сеул», в якій провів шість сезонів, взявши участь у 119 матчах чемпіонату. 
Своєю грою за цю команду привернув увагу представників тренерського штабу клубу «Зеніт», до складу якого приєднався 2006 року. Відіграв за санкт-петербурзьку команду наступні три сезони своєї ігрової кар'єри. Більшість часу, проведеного у складі «Зеніта», був основним гравцем захисту команди.
Протягом 2010—2011 років грав на батьківщині, де по сезону захищав кольори клубів «Ульсан Хьонде» і «Сеул».
Згодом з 2012 по 2015 рік грав у складі команд китайського «Ханчжоу Грінтаун» та таїландського «Муангтонг Юнайтед».
З 2016 року знову протягом одного сезону захищав кольори команди «Сеул».
До складу гонконзького клубу «Кітчі» приєднався 2017 року.

## Виступи за збірну
З 2003 по 2010 років виступав у складі національної збірної Південної Кореї. Провів у формі головної команди країни 62 матчі, забивши 2 голи.
У складі збірної був учасником чемпіонату світу 2006 року у Німеччині, кубка Азії з футболу 2007 року, що проходив у чотирьох країнах і на якому команда здобула бронзові нагороди, а також чемпіонату світу 2010 року у ПАР.

## Титули і досягнення
- Бронзовий призер Азійських ігор: 2002
- Переможець Кубка Східної Азії: 2003
- Бронзовий призер Кубка Азії: 2007